# حفل البيتلز على السطح

البيتلز على سطح استوديوهات آبل الخميس 30 يناير 1969

حفل البيتلز على السطح (الإنجليزية: The Beatles' rooftop concert) أقام فريق البيتلز في 30 يناير 1969، حفلة موسيقية غير معلنة على سطح مقر شركة آبل للتسجيلات، القائمة بمنطقة في وسط لندن. انضم للفريق عازف لوحة المفاتيح (كيبورد) بيلي بريستون، حيث عزف الفريق لمدة 42 دقيقة قبل أن تطلب منهم شرطة العاصمة خفض مستوى الصوت. كان هذا الأداء هو الأداء العام الأخير لمسيرتهم المهنية. على الرغم من أن الحفل قد تم تصميمه قبل أيام فقط، إلا أن فريق البيتلز كان خطط للعودة إلى العروض الحية خلال الجلسات الأولى لألبومهم «فلتكن Let it be».
قام الفريق بتأدية تسع مقطوعات، من خمس أغانٍ، بينما تجمع العديد من المارة والجيران في استراحة الغداء، متجمعين في الشوارع وعلى أسطح المباني المحلية. انتهى الحفل بأغنية «ارجع» مع جون لينون مازحاً، قائلاً: «أود أن أقول شكراً لكم نيابة عن الفريق، ونفسي وآمل أن نكون قد اجتزنا الاختبار».
تم استخدام لقطات من هذا الأداء في الفيلم الوثائقي لعام 1970 «فلتكن».

البيتلز في آخر ظهور حي 30 يناير 1969

## خلفية الحفل
كتب المؤرخ والكاتب البريطاني مارك لويسون: "من غير المؤكد من كان لديه فكرة إقامة حفل موسيقي على السطح، ولكن تم الاقتراح قبل أيام قليلة من الحدث الفعلي،  أحضر جورج هاريسون عازف لوحة المفاتيح بيلي بريستون كموسيقي إضافي، على أمل أن يشجع مراقب خارجي موهوب الفرقة على أن تكون ضيقة ومركزة. في تذكر بريستون، كان جون لينون هو صاحب فكرة الأداء على سطح شركة آبل.
تذكر رينجو ستار: «كانت هناك خطة للعب في مكان ما. كنا نتساءل أين يمكن أن نذهب.. البلاديوم، أو الصحراء. لكن كان علينا أخذ كل المعدات، لذلك قررنا، لنصعد إلى السطح».
زعم مهندس التسجيل جلين جونز أن فكرة الحفلة الموسيقية كانت فكرته.
تم تسجيل الصوت على مسجلين من ثمانية مسارات في استوديو الطابق السفلي في شركة أبل بواسطة المهندس آلان بارسونز. المخرج السينمائي مايكل ليندسي هوغ، كان يعمل على اللقطات الخاصة بالفيلم القادم «فلتكن»، جلب طاقم كاميرا لالتقاط عدة زوايا للأداء، بما في ذلك ردود فعل الناس في الشارع.
عندما بدأ البيتلز اللعب لأول مرة، كان هناك بعض الارتباك من المتفرجين الذين كانوا يشاهدون خمسة طوابق أدناه، وكثير منهم كانوا في استراحة الغداء، ومع انتشار أخبار الحدث، بدأت حشود من المتفرجين بالتجمع في الشوارع وعلى أسطح المباني المحلية، في حين استجاب معظمهم بشكل إيجابي للحفل الموسيقي، فإن شرطة العاصمة أصبحت قلقة بشأن الضوضاء وقضايا المرور. رفض موظفو شركة آبل في البداية السماح للشرطة بالدخول، لكنهم أعادوا النظر عندما هُددوا بالاعتقال. صعدت الشرطة إلى السطح، وأدرك فريق البيتلز أن الحفلة الموسيقية ستغلق في النهاية، لكنها استمرت في العزف لعدة دقائق أخرى. ارتجل بول مكارتني كلمات أغنيته «ارجع»، لتعكس الموقف: «لقد كنت تعزف على الأسطح مرة أخرى، وأنت تعلم أن والدتك لم تعجبها؛ سوف تعتقل». انتهى الحفل مع اختتام أغنية «ارجع»، حيث قال لينون: «أود أن أقول شكراً نيابة عن المجموعة ونفسي، وآمل أن نكون قد اجتزنا الاختبار».

## أغاني الحفل
تألف الحفل الموسيقي، على السطح، من تسع مقطوعات من خمس أغاني لفريق البيتلز: ثلاث مقطوعات من أغنية «ارجع»، مقطوعتين من أغنية «لا تخذلني»، ومقطوعتين من أغنية «لدي شعور»؛ ومقطع لكل من «واحد بعد 909» و «أحب المهر». تم تنفيذ المجموعة بالترتيب التالي:
«ارجع» (المقطع الأول) Get Back
«لا تخذلني» (المقطع الأول) Don't let me down
«لدي شعور» (المقطع الأول)  I've Got a Feeling
«واحد بعد 909» One after 909
«أحب المهر» Dig a pony
«لدي شعور» (المقطع الثاني)
«لا تخذلني» (المقطع الثاني)
«ارجع» (المقطع الثالث)
تم استخدام الأداء الأول لأغنية «لدي شعور» وتسجيلات «واحد بعد 909»، و«احب المهر» لاحقًا للألبوم «فلتكن»، تم تضمين العرض الحي الثالث في عام 1996، لفيلم «ارجع»، والذي كان آخر أغنية من الأداء الحي الأخير لفرقة البيتلز.

## طاقم العزف والتسجيل
جون لينون: غناء – جيتار إيقاعي
بول مكارتني: غناء - جيتار باس
جورج هاريسون: غناء – جيتار رئيسي
رينجو ستار: طبول
موسيقيون إضافيين
بيلي بريستون: بيانو كهربائي

## وصلات خارجية
https://www.beatlesbible.com/1969/01/30/the-beatles-rooftop-concert-apple-building/ حفل البيتلز على السطح
https://www.the-paulmccartney-project.com/concert/1969-01-30/ حفل البيتلز على السطح
https://www.youtube.com/watch?v=NCtzkaL2t_Y حفل البيتلز على السطح
https://www.youtube.com/watch?v=6aKxe47Qfas حفل البيتلز على السطح